# Werner Sobek
Werner Sobek (Aalen, 16 maggio 1953) è un ingegnere e architetto tedesco.
Sobek è uno dei promotori della DGNB - Deutsche Gesellschaft für Nachhaltiges Bauen (la società tedesca per l'edilizia sostenibile). È stato inoltre professore ordinario presso l'Università di Stoccarda.

## Biografia
Ha studiato ingegneria ed architettura all'Università di Stoccarda, dove si laureò nel 1980. Tra il 1980 ed il 1986 svolse un progetto di ricerca sulle strutture leggere ad ampia campata e nel 1987 ottenne il dottorato sempre presso l'università di Stoccarda.
Nel 1991 è diventato professore presso l'Università di Hannover. L'anno seguente fondò il proprio studio d'ingegneria, d'architettura e di design: il gruppo Werner Sobek, con uffici a Stoccarda, Francoforte, Mosca, New York, Il Cairo e Dubai.
Nel 1994 è diventato professore all'università di Stoccarda e direttore dell'"Institut Für Leichtbau Entwerfen und Konstruieren (ILEK)" (succedendo a Frei Otto ed a Joerg Schlaich).